# Bourek annabi
 (mars 2025).
Motif : sources secondaires? à mentionner dans Börek?
- Archive Wikiwix
- Bing
- Cairn
- DuckDuckGo
- E. Universalis
- Gallica
- Google
- G. Books
- G. News
- G. Scholar
- Persée
- Qwant
- (zh) Baidu
- (ru) Yandex
- (wd) trouver des œuvres sur Wikidata

| 1. | Préciser le motif de la pose du bandeau. | Précisez le motif de la pose du bandeau en utilisant la syntaxe suivante : {{admissibilité à vérifier\|date=mars 2025\|motif=remplacez ce texte par le motif}}                     |
| 2. | Informer les utilisateurs concernés.     | Pensez à avertir le créateur de l'article, par exemple, en insérant le code ci-dessous sur sa page de discussion : {{subst:avertissement admissibilité à vérifier\|Bourek annabi}} |

Pour les articles homonymes, voir Annabi.
Le bourek annabi ,,, est une spécialité algérienne originaire de la ville d'Annaba. Il s'agit d'une entrée salée à base de feuille de brik, farcie de pommes de terre en purée et d'un mélange de viande hachée ou de thon, d'oignons, de fromage et de persil. Le tout est surmonté d'un œuf cru assaisonné et qui cuit une fois la feuille de brik repliée en forme carré et trempée dans l'huile bouillante.

## Étymologie
Le terme bourek dérive de börek, qui est l'appellation ottomane d'une spécialité culinaire, suivi du terme « annabi » faisant référence à la ville d'Annaba en Algérie et désignant ainsi l'origine de la spécialité.

## Ingrédients

### Ingrédients principalement utilisés
- Fromage
- Œuf
- Oignons
- Persil
- Purée de pomme de terre
- Viande hachée

### Ingrédients pouvant remplacer la viande hachée
- Crevettes
- Thon
- Calamars
- Cerveau d'agneau

### Ingrédients pouvant être ajoutés en supplément
- Harissa
- Olives

## Consommation
Le bourek annabi est typique des repas ramadanesques annabis ; il accompagne le jari ou chorba frik . Cette spécialité est très populaire dans la ville, surtout durant les périodes estivales, vendue dans les restaurants d'Annaba et par des commerçants ambulants.